# 朴承弼
朴承弼（韓語：박승필；1875年—1932年），朝鮮半島最早期的电影制作人之一，曾资助朝鮮半島第一部电影《义理的仇讨》、首部纪录片《京城市内全景》和完全依靠朝鮮半島资金、技术、人员制作的朝鮮半島最早电影《蔷花红莲传》的制作。
1908年9月，朴承弼接管了朝鮮半島最早的固定影院“东大门活动写真所”，成为剧场经营界的大亨:26-27:69。1913年9月，朴承弼从日本商人田村手中买回了朝鮮半島最早的私营剧场“团成社”，将其改造成一家常设电影院:27-29:15-18。团成社、朝鮮劇場和优美馆后来成为当时朝鮮半島的三大影院:29-30:21-24。
1919年，朴承弼出资5000朝鲜圆与“新剧座”代表金陶山合作制作了朝鮮半島第一部电影《义理的仇讨》，同时还拍摄了朝鮮半島首部纪录片《京城市内全景》。1919年10月27日，《义理的仇讨》和《京城市内全景》在团成社同时上演，获得成功。:30-32:30-31
1924年9月13日，朴承弼资助的《蔷花红莲传》在团成社首映。这是完全依靠朝鮮半島资本、技术、演员制作的最早的朝鮮半島电影。导演是朴承弼的继承人朴晶铉；摄影师是李弼雨；主角蔷花和红莲由光武台的清唱高手金玉姬和金雪子出演；出演使道的是朝鮮半島电影史上第一个辩士禹正植。该片票房战绩喜人，观影人次超过了13000人。团成社原本放映一周，但由于天天爆满，不得不延长放映两天。:66-69:37-38
此外，朴承弼还资助了罗云奎的《再见》（1927年）、《玉女》（1928年）、《男子汉》（1928年）等作品。1930年左右，朴承弼的事业开始走下坡路，并于1932年1月4日去世，年仅57岁。:70